# Денизбанк
„Денизбанк“ е частна банка в Истанбул, Турция.
Основана е през 1938 г. Бързо се нарежда сред водещите банки в страната. Преименувана е на „Емлакбанк“ през 1992 г. „Зорлу Холдинг“ купува банката за $70 млн. през 1997 г.
През 2004 г. списание The Banker избира „Денизбанк“ за най-бързо развиващата се банка в Южна Европа.
Dexia, 4-та по големина банка в Белгия, купува „Денизбанк“ от „Зорлу Холдинг“ за $2437 млрд. на 31 май 2006 г. Така френско-белгийската банка Dexia контролира 99,79% от „Денизбанк“.